# Łowkowice (powiat kluczborski)
Łowkowice (niem. Bienendorf, do 1936 r. Lowkowitz) – wieś w Polsce, położona w województwie opolskim, w powiecie kluczborskim, w gminie Kluczbork. Administracyjnie w skład miejscowości wchodzi przysiółek Dąbrowa.
W latach 1945–1954 miejscowość była siedzibą gminy Łowkowice, aż do likwidacji gmin i zastąpienia ich gromadami, wówczas należała i była siedzibą gromady Łowkowice. W latach 1973–1975 miejscowość wchodziła w skład gminy Kujakowice Górne, zaś od 1975 r. wchodzi w skład gminy Kluczbork.

## Nazwa
Według niemieckiego językoznawcy Heinricha Adamy’ego nazwa pochodzi od staropolskiej nazwy polowania – „łowiectwa”. W swoim dziele o nazwach miejscowych na Śląsku wydanym w 1888 roku we Wrocławiu wymienia jako najwcześniej zanotowaną nazwę miejscowości Lowkowice podając jej znaczenie „Jagerdorf”, czyli „Wieś łowczych lub łowiectwa”. Pierwotna nazwa przekształciła się później do Lowkowitz i utraciła swoje znaczenie.
Słownik geograficzny Królestwa Polskiego wydany w latach 1880–1906 wymienia miejscowość pod nazwą Loffkowitz, podając jednocześnie jej starsze nazwy: Irschotin, Rengoczin i Vloscha (1253) oraz Ditmarsdorf (1283).
27 maja 1936 r. w miejsce nazwy Lowkowitz nazistowska administracja III Rzeszy wprowadziła nową, całkowicie niemiecką, nazwę Bienendorf, upamiętniającą pszczelarza, Jana Dzierżona. 12 listopada 1946 r. przywrócono miejscowości tradycyjną nazwę Łowkowice.

## Historia
W 1253 r. miejscowość wzmiankowana jest jako uposażenie Zakonu Krzyżowców z Czerwoną Gwiazdą we Wrocławiu, którzy do 1810 r. prowadzili też duszpasterstwo parafii.
Od 1774 r. wieś posiadała pieczęć gminną,a na której wizerunku przedstawiono  krzyż, pod nim sześcioramienna gwiazda, nawiązuje do herbu Zakonu Krzyżowców z Czerwoną Gwiazdą.
W 1869 r. w łowkowickiej parafii mieszkało 1306 katolików, 272 ewangelików i 8 żydów. W 1884 r. w miejscowości mieszkało 1116 osób (89 osadników) w 149 domach.
Wedle spisu z 1 grudnia 1910 r. w miejscowości mieszkało 1163 Polaków. Do głosowania podczas plebiscytu uprawnione były w Łowkowicach 872 osoby, z czego 639, ok. 73,3%, stanowili mieszkańcy (w tym 632, ok. 72,5% całości, mieszkańcy urodzeni w miejscowości). Oddano 834 głosy (ok. 95,6% uprawnionych), w tym 824 (ok. 98,8%) ważne; za Niemcami głosowały 664 osoby (ok. 79,6%), a za Polską 160 osób (ok. 19,2%). W 1933 r. w miejscowości mieszkało 1218 osób, a w 1939 r. – 1164 osoby.

## Zabytki
Do wojewódzkiego rejestru zabytków wpisany jest:
- kościół parafialny pw. Nawiedzenia Matki Boskiej, XIX w.

Katalog zabytków sztuki w Polsce z 1960 r. wymienia dodatkowo:
- Domy:
  - Nr 13 z 1. połowy XIX wieku – szczytowy, murowany, otynkowany, piętrowy. W ścianie szczytowej fryz z ornamentem wiciowym. Dach dwuspadowy (siodłowy), kryty dachówką.
  - Nr 20 – szczytowy, murowany, otynkowany, parterowy z piętrem na szczycie. Przy dłuższym boku ganek. W szczycie monogram A K i data budowy 1855.
  - Nr 22 z ok. połowy XIX wieku – murowany, otynkowany, parterowy z piętrem w szczycie. Przy dłuższym boku facjatka z trójkątnym przyczółkiem. Dach dwuspadowy kryty dachówką.
- Chałupy (nr nr 7, 21, 23) – drewniane, konstrukcji wieńcowej (zrębowej), 2-traktowe z wejściami w dłuższych bokach. Wysokie dachy dwuspadowe kryte strzechą. W nrze 7 szczyt konstrukcji szkieletowej z naczółkiem szalowanym deskami.
- Kapliczki:
  - Z 1. połowy XIX wieku – murowana, otynkowana, kwadratowa. Wejście zamknięte półkoliście, ujęte 2 pilastrami podtrzymującymi archiwoltę, zwieńczoną trójkątnym szczytem. Wewnętrzne sklepienie o łuku obniżonym. Wewnątrz znajduje się rzeźba Jana Nepomucena, ludowo-barokowa.
  - Nowsza – murowana. Wewnątrz znajduje się rzeźba Matki Bożej.

## Ludzie związani z Łowkowicami
- Jan Dzierżon (ur. 16 stycznia 1811 w Łowkowicach, zm. 26 października 1906 tamże) – pszczelarz i uczony, odkrywca zjawiska partenogenezy u pszczół.